# Monoblastia
Monoblastia is een geslacht van korstmossen dat behoort tot de familie Monoblastiaceae. De typesoort is Monoblastia palmicola.

## Soorten
Volgens Index Fungorum bevat het geslacht 12 soorten (peildatum maart 2022):
| Soortnaam                 | Auteur(s)            | Publicatiejaar |
| ------------------------- | -------------------- | -------------- |
| Monoblastia borinquensis  | R.C. Harris          | 1995           |
| Monoblastia buckii        | R.C. Harris          | 1990           |
| Monoblastia chibaensis    | H. Harada            | 2018           |
| Monoblastia cypressi      | R.C. Harris          | 1995           |
| Monoblastia echinulospora | (Riddle) R.C. Harris | 1990           |
| Monoblastia lutescens     | J. Hedrick           | 1942           |
| Monoblastia palmicola     | Riddle               | 1923           |
| Monoblastia papillosa     | Sérus. & Aptroot     | 1998           |
| Monoblastia pellucida     | Aptroot              | 1991           |
| Monoblastia quisqueyana   | R.C. Harris          | 1995           |
| Monoblastia rappii        | Zahlbr.              | 1935           |
| Monoblastia subsquamulosa | Breuss               | 2001           |